# Syzeuctus interstitialis
Syzeuctus interstitialis là một loài tò vò trong họ Ichneumonidae.